# Eleições estaduais na Paraíba em 1986
As eleições estaduais na Paraíba em 1986 ocorreram em 15 de novembro, tal como as eleições gerais no Distrito Federal, em 23 estados brasileiros e nos territórios federais do Amapá e Roraima. Foram eleitos o governador Tarcísio Burity, o vice-governador Raimundo Asfora e os senadores Raimundo Lira e Humberto Lucena, além de 12 deputados federais e 36 deputados estaduais.
Advogado formado pela Universidade Federal da Paraíba em 1961, Tarcísio Burity foi promotor de justiça e formou-se sociólogo na Universidade de Poitiers em 1964. Três anos depois, obteve o Doutorado em Ciência Política junto ao Instituto Universitário de Altos Estudos Internacionais em Genebra. Professor da Universidade Federal da Paraíba, foi chefe de gabinete da reitoria. Secretário de Educação no governo Ivan Bichara, ingressou na ARENA e foi eleito governador da Paraíba por via indireta em 1978. Durante sua estadia no Palácio da Redenção migrou para o PDS e foi eleito deputado federal em 1982. Voto favorável à aprovação da Emenda Dante de Oliveira em 1984, Burity votou em Tancredo Neves no Colégio Eleitoral em 1985 e seguiu rumo ao PFL, de onde saiu após o ingresso de Wilson Braga, chegando ao PTB. Mediante nova troca de siglas, aportou no PMDB e em 1986 tornou-se o primeiro membro da legenda a conquistar o governo paraibano em 1986.
Também advogado e professor, o cearense Raimundo Asfora foi eleito vice-governador. Nascido em Fortaleza e graduado na Universidade Federal de Pernambuco, elegeu-se vereador em Campina Grande em 1954 e em 1958 foi eleito deputado estadual pelo PSB, entretanto pediu licença do mandato a fim de ocupar a secretaria-geral do Ministério das Minas e Energia durante o governo Jânio Quadros a convite do ministro João Agripino. Filiado ao PTB, amargou uma suplência na eleição seguinte, mas ocupou a assessoria parlamentar do referido ministério, advogou para a Vale S.A. e foi procurador estadual da Fazenda na Paraíba. Membro da ARENA durante a maior parte do Regime Militar de 1964, foi eleito vice-prefeito de Campina Grande na chapa de Enivaldo Ribeiro em 1976. Após filiar-se ao PMDB elegeu-se deputado federal em 1982. Eleito vice-governador da Paraíba em 1986 faleceu nove dias antes da posse vítima de um tiro no ouvido.
O processo sucessório paraibano foi deflagrado em 14 de maio de 1986 quando o governador Wilson Braga e o vice-governador José Carlos da Silva Júnior renunciaram a fim de concorrer em 15 de novembro e como o deputado Evaldo Gonçalves, presidente da Assembleia Legislativa, recusou-se a assumir o Executivo, coube ao desembargador Rivando Cavalcanti uma gestão interina de 30 dias até que os deputados estaduais elegessem Milton Cabral e Antônio Gomes como governador e vice-governador do estado para um mandato-tampão de nove meses. Inicialmente a disputa pelo Palácio da Redenção tinha José Carlos da Silva Júnior e Humberto Lucena como representantes das grandes máquinas partidárias do estado, todavia o desenrolar dos fatos mudaria os prognósticos: o PFL trocou Silva Júnior por Marcondes Gadelha enquanto no PMDB a mudança envolveu a substituição de Humberto Lucena por Tarcísio Burity, que afinal venceria a eleição.

## Resultado da eleição para governador
Segundo o Tribunal Regional Eleitoral da Paraíba houve 1.233.311 votos nominais, 112.701 votos em branco (8,14%) e 38.337 votos nulos (2,77%) calculados sobre o comparecimento de 1.384.349 eleitores.
| Candidatos a governador do estado | Candidatos a vice-governador   | Número | Coligação                                             | Votação | Percentual |
| --------------------------------- | ------------------------------ | ------ | ----------------------------------------------------- | ------- | ---------- |
| Tarcísio Burity PMDB              | Raimundo Asfora PMDB           | 15     | Coligação Democrática Popular (PMDB, PSB, PCB, PCdoB) | 755.625 | 61,27%     |
| Marcondes Gadelha PFL             | Marcus Odilon PTB              | 25     | Aliança Trabalhista Liberal (PFL, PTB, PDS, PDC, PMB) | 459.589 | 37,26%     |
| Carlos Alberto Dantas Bezerra PT  | Severino Guilherme da Silva PT | 13     | PT (sem coligação)                                    | 18.097  | 1,47%      |
| Fontes:                           |                                |        |                                                       |         |            |

## Biografia dos senadores eleitos

### Raimundo Lira
Empresário nascido em Cajazeiras e estreante na política, Raimundo Lira surpreendeu ao obter a maior votação na disputa para senador. Formado pela Universidade Federal de Campina Grande em 1968, foi presidente do Clube dos Estudantes Universitários de Campina Grade e professor na Universidade Estadual da Paraíba. Presidente do Clube dos Diretores Lojistas de Campina Grande, firmou-se como empresário nesta cidade nos ramos de venda de veículos e de combustíveis. Vice-presidente do conselho administrativo do Banco do Estado da Paraíba e da Associação dos Distribuidores de Veículos Automotores, foi conselheiro da Federação das Indústrias do Estado da Paraíba. Outrora membro do PDS migrou para o PMDB sendo eleito senador em 1986.

### Humberto Lucena
Na disputa pela segunda cadeira senatorial o vitorioso foi Humberto Lucena. Advogado natural de João Pessoa e diplomado em 1951 pela Universidade Federal de Pernambuco, fez carreira política no PSD elegendo-se deputado estadual em 1950 e 1954. Pela mesma legenda foi eleito deputado federal em 1958 e 1962 e com a imposição do bipartidarismo pelo Regime Militar de 1964 obteve novos mandatos pelo MDB em 1966 e 1974. Derrotado na eleição para senador em 1970, foi eleito por uma sublegenda do MDB em 1978 e reeleito pelo PMDB em 1986. No ano seguinte seus pares o escolheram presidente do Senado Federal.

## Resultado da eleição para senador
Segundo o Tribunal Regional Eleitoral da Paraíba houve 2.053.504 votos nominais, 602.047 votos em branco (0,00%) e 113.127 votos nulos (0,00%), calculados sobre o comparecimento de 2.768.678 eleitores.
| Candidatos a senador da República | Candidatos a suplente de senador                           | Número | Coligação                                             | Votação | Percentual |
| --------------------------------- | ---------------------------------------------------------- | ------ | ----------------------------------------------------- | ------- | ---------- |
| Raimundo Lira PMDB                | Arnaldo Lafayette PMDB Sinval Gonçalves Ribeiro PMDB       | 152    | Coligação Democrática Popular (PMDB, PSB, PCB, PCdoB) | 615.533 | 29,97%     |
| Humberto Lucena PMDB              | Armando Klabin PMDB Haroldo Lucena PMDB                    | 151    | Coligação Democrática Popular (PMDB, PSB, PCB, PCdoB) | 607.266 | 29,57%     |
| Wilson Braga PFL                  | Álvaro Gaudêncio PFL Francisco Muniz de Medeiros PFL       | 254    | Aliança Trabalhista Liberal (PFL, PTB, PDS, PDC, PMB) | 388.878 | 18,94%     |
| Maurício Leite PFL                | Não disponível -                                           | 251    | Aliança Trabalhista Liberal (PFL, PTB, PDS, PDC, PMB) | 267.111 | 13,01%     |
| João Bosco Braga Barreto PDS      | Não disponível -                                           | 113    | Aliança Trabalhista Liberal (PFL, PTB, PDS, PDC, PMB) | 40.723  | 1,98%      |
| Durval Ferreira da Silva Filho PL | Demócrito de Araújo Guerra PL                              | 222    | PL (sem coligação)                                    | 33.547  | 1,63%      |
| Alberto do Amaral PT              | Vanderlei Américo Amado PT Jaime Gonçalves de Lima PT      | 132    | PT (sem coligação)                                    | 28.539  | 1,39%      |
| Antônio Batista de Sousa PT       | Alfredo Américo Santiago Rangel PT Darci Lacerda Pessoa PT | 131    | PT (sem coligação)                                    | 27.118  | 1,32%      |
| José de Andrade Guedes PL         | Não disponível PL                                          | 221    | PL (sem coligação)                                    | 20.398  | 0,99%      |
| Otávio Pires de Lacerda PDS       | Não disponível -                                           | 112    | Aliança Trabalhista Liberal (PFL, PTB, PDS, PDC, PMB) | 13.265  | 0,65%      |
| José João Nouri PDC               | Antônio Augusto do Rego Costa PDC -                        | 171    | Aliança Trabalhista Liberal (PFL, PTB, PDS, PDC, PMB) | 11.126  | 0,54%      |
| Fontes:                           |                                                            |        |                                                       |         |            |

## Deputados federais eleitos
São relacionados os candidatos eleitos com informações complementares da Câmara dos Deputados.

Representação eleita
  PMDB: 7
  PFL: 4
  PDS: 1

| Número  | Deputados federais eleitos | Partido | Votação | Percentual | Cidade onde nasceu | Unidade federativa |
| 1550    | Antônio Mariz              | PMDB    | 106.591 | 12,63%     | João Pessoa        | Paraíba            |
| 1511    | Cássio Cunha Lima          | PMDB    | 93.236  | 11,05%     | Campina Grande     | Paraíba            |
| 2501    | Lúcia Braga                | PFL     | 92.324  | 10,94%     | João Pessoa        | Paraíba            |
| 2525    | Evaldo Gonçalves           | PFL     | 49.219  | 5,83%      | São João do Cariri | Paraíba            |
| 1555    | José Maranhão              | PMDB    | 47.873  | 5,67%      | Araruna            | Paraíba            |
| 2510    | Edme Tavares               | PFL     | 37.048  | 4,39%      | Cajazeiras         | Paraíba            |
| 2555    | João da Mata               | PFL     | 35.956  | 4,26%      | Cajazeiras         | Paraíba            |
| 1109    | Adauto Pereira             | PDS     | 33.128  | 3,93%      | Pombal             | Paraíba            |
| 1522    | Edivaldo Motta             | PMDB    | 30.964  | 3,67%      | Patos              | Paraíba            |
| 1502    | Aluizio Campos             | PMDB    | 26.911  | 3,19%      | Campina Grande     | Paraíba            |
| 1510    | João Agripino              | PMDB    | 26.121  | 3,10%      | João Pessoa        | Paraíba            |
| 1544    | Agassiz Almeida            | PMDB    | 22.833  | 2,71%      | Campina Grande     | Paraíba            |
| Fontes: |                            |         |         |            |                    |                    |

## Deputados estaduais eleitos
Estavam em jogo trinta e seis cadeiras na Assembleia Legislativa da Paraíba.

Representação eleita
  PMDB: 17
  PFL: 10
  PDS: 9

| Número  | Deputados estaduais eleitos | Partido | Votação | Percentual | Cidade onde nasceu   | Unidade federativa  |
| 15252   | João Máximo                 | PMDB    | 22.415  | 2,57%      | João Pessoa          | Paraíba             |
| 15226   | Carlos Candeia              | PMDB    | 20.179  | 2,31%      | Pombal               | Paraíba             |
| 15234   | Ramalho Leite               | PMDB    | 18.545  | 2,13%      | Bananeiras           | Paraíba             |
| 25101   | Afrânio Bezerra             | PFL     | 17.910  | 2,05%      | João Pessoa          | Paraíba             |
| 25110   | José Lacerda Neto           | PFL     | 16.752  | 1,92%      | São José de Piranhas | Paraíba             |
| 25202   | Nilo Feitosa                | PFL     | 16.627  | 1,91%      | Monteiro             | Paraíba             |
| 11207   | Enivaldo Ribeiro            | PDS     | 16.217  | 1,86%      | Campina Grande       | Paraíba             |
| 25233   | Carlos Dunga                | PFL     | 16.035  | 1,84%      | Pombal               | Paraíba             |
| 15225   | Roberto Paulino             | PMDB    | 15.892  | 1,82%      | Guarabira            | Paraíba             |
| 15280   | José Aldemir                | PMDB    | 15.518  | 1,78%      | Cajazeiras           | Paraíba             |
| 15108   | Péricles Vilhena            | PMDB    | 15.402  | 1,77%      | Santa Rita           | Paraíba             |
| 11222   | Múcio Sátyro                | PDS     | 14.982  | 1,72%      | Patos                | Paraíba             |
| 15217   | Zé Otávio                   | PMDB    | 14.540  | 1,67%      | Catolé do Rocha      | Paraíba             |
| 25222   | Efraim Morais               | PFL     | 14.210  | 1,63%      | Santa Luzia          | Paraíba             |
| 15213   | Leonel Medeiros             | PMDB    | 13.501  | 1,55%      | João Pessoa          | Paraíba             |
| 11201   | Aloisio Pereira Lima        | PDS     | 13.487  | 1,55%      | Princesa Isabel      | Paraíba             |
| 25221   | Vani Braga                  | PFL     | 13.124  | 1,5%       | Conceição            | Paraíba             |
| 11209   | José Soares Madruga         | PDS     | 12.941  | 1,48%      | Itaporanga           | Paraíba             |
| 15211   | Geralda Medeiros            | PMDB    | 12.919  | 1,48%      | Caculé               | Bahia               |
| 11239   | Francisco Pereira           | PDS     | 12.271  | 1,41%      | Pombal               | Paraíba             |
| 15253   | Antônio Ivo                 | PMDB    | 11.817  | 1,35%      | João Pessoa          | Paraíba             |
| 25120   | Francisco Evangelista       | PFL     | 11.768  | 1,35%      | Alexandria           | Rio Grande do Norte |
| 11210   | Pedro Adelson               | PDS     | 11.646  | 1,33%      | Esperança            | Paraíba             |
| 25125   | Jáder Pimentel              | PFL     | 11.477  | 1,32%      | Guarabira            | Paraíba             |
| 15116   | Medeiros Dantas             | PMDB    | 11.292  | 1,29%      | Sousa                | Paraíba             |
| 15118   | Babá Teotônio               | PMDB    | 11.258  | 1,29%      | João Pessoa          | Paraíba             |
| 25242   | Judivan Cabral              | PFL     | 11.175  | 1,28%      | Aguiar               | Paraíba             |
| 11224   | Carlos Pessoa Filho         | PDS     | 11.079  | 1,27%      | Aroeiras             | Paraíba             |
| 15115   | José Fernandes de Lima      | PMDB    | 10.845  | 1,24%      | Mamanguape           | Paraíba             |
| 11204   | Pedro Medeiros              | PDS     | 10.820  | 1,24%      | São João do Cariri   | Paraíba             |
| 25232   | Fernando Milanez            | PFL     | 10.589  | 1,21%      | João Pessoa          | Paraíba             |
| 11206   | Aércio Pereira              | PDS     | 10.578  | 1,21%      | Pombal               | Paraíba             |
| 15121   | João Fernandes              | PMDB    | 10.348  | 1,19%      | Boqueirão            | Paraíba             |
| 15134   | Waldir Bezerra              | PMDB    | 10.344  | 1,19%      | Campina Grande       | Paraíba             |
| 15112   | José Maroja                 | PMDB    | 10.243  | 1,17%      | Santa Rita           | Paraíba             |
| 15110   | Antônio Arroxelas           | PMDB    | 10.159  | 1,16%      | João Pessoa          | Paraíba             |
| Fontes: |                             |         |         |            |                      |                     |